# Mary and Mike
Mary and Mike est une mini-série chilienne de suspense et de drame qui a été diffusée sur Chilevisión avec Andrés Rillón et Mariana Loyola, dans les rôles de Michael Townley et Mariana Callejas .
La mini-série à remporté le financement annuel du Conseil national de la télévision du Chili en 2015. Elle a été diffusée à la télévision le 13 mars 2018.

## Synopsis
Dans les années 1970, après le gouvernement de Salvador Allende et pendant la dictature militaire du général Augusto Pinochet , Mariana Callejas , une écrivaine chilienne, et son mari Michael Townley , un ancien tueur à gages américain de la CIA , vivaient une vie parfaite avec leurs enfants, faisant semblant d'être une famille heureuse, bien que cachant une vie secrète en tant qu'agents d'élite de la Direction nationale du renseignement (DINA). La série tourne autour des assassinats politiques perpétrés par le couple, notamment le meurtre de Carlos Prats et de sa femme Sofía Cuthbert à Buenos Aires., l'attentat contre Bernardo Leighton à Rome et l'assassinat d' Orlando Letelier à Washington DC.

## Distribution
- Mariana Loyola : Mariana Callejas
- Andrés Rillón : Michael Townley
- Consuelo Carreño : Cony Townley
- Elías Collado : Simón Townley
- Luciana Echeverría : Mónica Lagos
- Alejandro Goic : Enrique Subercaseaux
- Otilio Castro : General Sarmiento
- Pablo Cerda : Coronel Urrutia
- Sebastián Ramírez : Aqueveque
- Felipe Castro : General Ahumada
- Consuelo Vargas : Gladys
- Agustín Silva : Javier
- Pablo Greene : Tallerista 1
- Elisa Alemparte : Tallerista 2
- Hugo Medina : Carlos Prats
- Mariana Prat : Sofía Cuthbert
- Juan Pablo Ogalde : Barrera
- Raúl López : Bernardo Leighton
- Diana Sanz : Ana Fresno
- Julio Milostich : Guillermo
- Juan Falcón : cubano
- Ricardo Fernández :  Francisco
- Álvaro Pacull : Gerardo Ariztía

## Épisodes
1. Jauría de perros[3]
2. Luna de miel en Palermo[4]
3. Ratas[4]
4. Trópico de Cánce[5]
5. Fiestas Patria[6]
6. Cerrar por fuera[7]

## Production
La série, produite par Invercine & Woods, a remporté des fonds du Conseil national de la télévision du Chili en 2015 , pour un montant de 387 381 303 pesos chiliens , pour sa réalisation. 

### Équipe de production
- Auteur : Esteban Larraín
- Producteur exécutif CHV : Rodrigo Díaz, Mitzy Saldivia
- Espace Producteur Exécutif : Marcelo Tamburri, Nico Cane, Vanina Spadoni
- Producteur exécutif Invercine & Wood : Macarena Cardone, Matías Cardone, María Elena Wood, Andrés Wood
- Réalisateur : Julio Jorquera, Esteban Larraín, Andrés Wood
- Scénario : Esteban Larraín, Luis Barrales, Julio Jorquera, Natacha Caravia, Luis E. Langlemey, Andrés Wood
- Producteur associé : Patricia Rivadeneira

## Prix et nominations
| Année | Prix             | Catégorie                                | Nommé             | Résultat |
| ----- | ---------------- | ---------------------------------------- | ----------------- | -------- |
| 2019  | Premios Caleuche | La meilleure actrice dans un second rôle | Consuelo Carreño  | Nommé    |
| 2019  | Premios Caleuche | Meilleur acteur dans un second rôle      | Sebastián Ramírez | Nommé    |